# 劲直刺桐
劲直刺桐（学名：Erythrina stricta）为豆科刺桐屬下的一个种。